# Божо Петров
Бо́жо Пе́тров (хорв. Božo Petrov, нар. 16 жовтня 1979, Меткович, Хорватія) — хорватський політик, психіатр, колишній міський голова Метковича, керівник місцевої партії «Міст незалежних списків», голова Сабору у 2016—2017 рр.

## Молоді роки і сім'я
Народившись у Метковичі, Петров навчався у початковій школі свого рідного міста та середній школі (класичній гімназії) міста Сінь. У віці 14 років він вирішив вступити у францисканський орден, та, зрештою, передумав, бо вирішив, що не зможе тримати обітниці. Закінчивши медичний факультет Мостарського університету у сусідній Боснії і Герцеговині, спеціалізувався на психіатрії у психіатричній лікарні Врапче в Загребі, після чого працював психіатром в університетській клінічній лікарні міста Мостар, до речі, найбільшого міста боснійських хорватів.
Петров одружений з учителькою початкових класів, від якої в нього троє дітей.

## Політична кар'єра
17 листопада 2012 разом з іншими людьми, які ніколи не брали активної участі у політичному житті, Петров заснував «Міст незалежних списків» як регіоналістську партійну платформу, ставши першим її головою.
«Міст незалежних списків» висунув Петрова кандидатом на мера Метковича на хорватських місцевих виборах, які відбулися 19 травня 2013 року. Його головним конкурентом був тодішній мер Стіпе Габрич «Ямбо» з ХСП, який був міським головою упродовж 16 років і вважається найдовговічнішим політиком у Хорватії. У першому турі Петров отримав найбільшу кількість голосів — 4 263 або 45,78 %. Габричу вдалося зібрати 2 828 голосів або 30,37 %.
У другому турі Петров набрав 6 198 голосів або 67,94 %, тоді як Габрич одержав 2 830 або 31,02 % голосів. Його «Міст незалежних списків» на виборах став провідною партією у Метковичі, здобувши 4197 або 46,25 % голосів. Цим самим партія Петрова дістала дев'ять місць, у той час як найбільша опозиційна партія ХСП отримала п'ять, а ХДС — три. На виборах у скупщину Дубровницько-Неретванського округу «Міст» набрав 5 789 голосів або 9,97 % і провів 4 депутати із 41, що зробило його третьою партією у цій жупанії.
На посаді мера свого рідного міста Петров скоротив до мінімуму заробітну плату свою і депутатів міської ради. Діставши від попередника борг міста у розмірі 17 600 000 кун, він зумів за сім місяців зменшити його на 6 400 000 кун або на 36 %. Його заступники працюють на громадських засадах, тоді як платня членів міської ради становить символічно 1 куну. Петров скасував також компенсацію членам спостережних рад та правлінь, представницькі витрати, чи то пак затрати на культурно-розважальні заходи знизилися вдесятеро, а відрядні та інші транспортні витрати — увосьмеро. Він також розірвав кілька дорогих договорів на виконання держзамовлення і запровадив прозорість у витратах бюджетних коштів. Його робота з оздоровлення міського бюджету принесла йому славу найкращого мера в цьому краї. Зменшивши наполовину борг міста, він збільшив зарплату міської адміністрації, але вона залишилася на 30 % нижчою, ніж була на час його вступу на посаду мера.
На парламентських виборах 2015 року очолювана Петровим партія провела у хорватський парламент 19 своїх депутатів, посівши третє місце після правлячої лівоцентристської коаліції «Хорватія зростає» і правоцентристської опозиційної Патріотичної коаліції. Сам він став віце-прем'єром в уряді Тихомира Орешковича, а після дострокових парламентських виборів 2016 посів місце голови хорватського парламенту.